# 1828 en photographie
| Années de la photographie : 1825 - 1826 - 1827 - 1828 - 1829 - 1830 - 1831    |
| Décennies de la photographie : 1790 - 1800 - 1810 - 1820 - 1830 - 1840 - 1850 |

Cet article présente les faits marquants de l'année 1828 en photographie.

## Événements
- Nicéphore Niépce utilise une plaque d'argent et de la vapeur d'iode, avec un temps d'exposition de plusieurs heures à plusieurs jours, pour ses essais photographiques[1].

## Naissances
- 3 janvier : Jean-Marie Villard, peintre et photographe français, mort le 16 août 1899.
- 5 janvier : Charles Eduard Junod, ingénieur, photographe et enseignant suisse, connu pour ses photographies de la guerre germano-danoise de 1864, mort le 26 novembre 1877.
- 10 janvier : Farnham Maxwell-Lyte, photographe britannique, mort le 4 mars 1906.
- 29 janvier : Ichiki Shirō, photographe japonais, mort le 12 février 1903.
- 17 février : Victor Muzet, photographe français, mort le 17 mars 1874.
- 21 février : Léon-Eugène Méhédin, archéologue, architecte et photographe français, mort le 4 mars 1905.
- 16 mars : Madame Moriss, pseudonyme de Rosine Cahen, photographe française, morte le 13 mars 1875.
- 28 mars : Étienne Carjat, photographe français, mort le 8 mars 1906.
- 2 mai : Désiré Charnay, explorateur et photographe français, mort le 24 octobre 1915.
- 23 mai : Augusto Stahl, photographe brésilien, mort le 30 octobre 1877.
- 2 août : Pierre-Édouard Dechamps, photographe belge, mort le 31 août 1896.
- 17 août : Jules Bernard Luys, neurologue et aliéniste français, le premier à utiliser la photographie pour illustrer in ouvrage sur les centres nerveux, mort le 21 août 1897.
- 17 septembre : Georg Maria Eckert, photographe allemand, mort le 2 janvier 1901.
- 18 octobre : Louise Laffon, peintre et photographe française, morte après 1885.
- 31 octobre : Joseph Swan, électricien et chimiste britannique, inventeur du papier photographique au bromure d'argent, mort le 27 mai 1914.
- 15 décembre : Édouard Delessert, peintre et photographe français, mort le 27 mars 1898.

- Date précise non renseignée ou inconnue :
  - Pompeo Bondini, photographe italien, mort en 1898.
  - Lotten von Düben (en), photographe suédoise, morte en 1915.
  - Catherine Esperon, photographe espagnole, morte en 1912.